# Nemoraea vagabunda
Nemoraea vagabunda là một loài ruồi trong họ Tachinidae.